# Troy (Nowy Jork)
Troy – miasto w Stanach Zjednoczonych, w stanie Nowy Jork, stolica hrabstwa Rensselaer. Miasto zamieszkuje 49 170 mieszkańców.
Troy położone jest w zachodniej części hrabstwa, nad rzeką Hudson. Troy jest siedzibą Rensselaer Polytechnic Institute, Russell Sage College i Emma Willard School.

## Historia

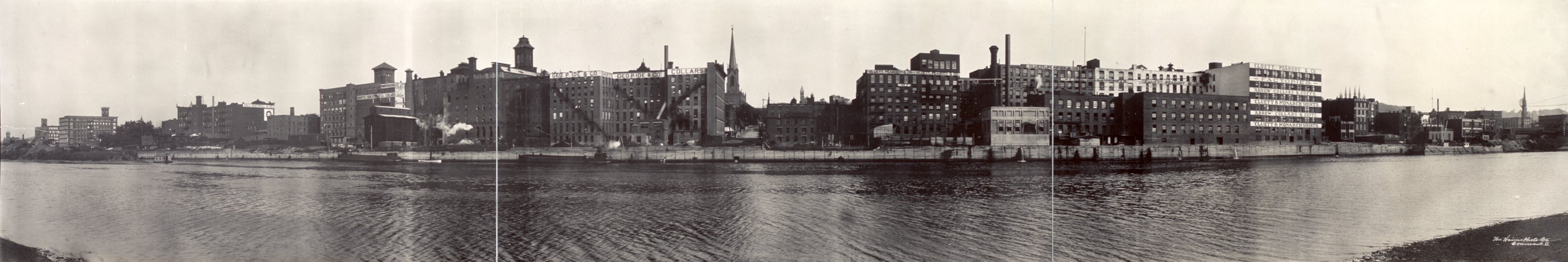
Panorama miasta z 1909

Obszar miasta był częścią darowizny Van Rensselaer'a w roku 1629. Dirck Van der Heyden był jednym z pierwszych osadników. W roku 1707 zakupił farmę o powierzchni 26 hektarów, która w roku 1787 stała się zalążkiem nowej osady.
Nazwa miasta Troy (pochodząca od legendarnego miasta Troja, słynnego z homerowskiej Illiady została zaadaptowana w roku 1789, a region „miasta Troy” w roku 1816.
Samuel Wilson, miejscowy rzeźnik i masarz podczas wojny w 1812, jest uznawany za wielu jako personifikacja USA jako Wujek Sam.
William L. Marcy, znany polityk swego czasu, zamieszkiwał w mieście Troy. Był on członkiem Sądu Najwyższego Stanu Nowy Jork, Wybrany z ramienia partii demokratycznej do Senatu, od roku 1831 do 1833, następnie gubernator stanu Nowy Jork, sprawując urząd od 1833 do 1839 roku. Marcy był Sekretarzem Wojny w gabinecie prezydenta Jamesa K. Polka, jak również Sekretarzem Stanu u prezydenta Franklina Pierce’a. Najwyższy szczyt w stanie Nowy Jork – Mount Marcy, i miejscowość Marcy w hrabstwie Oneida są nazwane jego nazwiskiem.
John Morrissey, „niepokonany mistrz bokserski” irlandzki mafioso, założyciel Saratoga Race Course i senator ze stanu Nowy Jork emigrował do miasta Troy z Irlandii w roku 1854 w wieku 3 lat. Zmarł w 1877 i został pochowany na cmentarzu św. Piotra.
Miasto Troy o mało nie zostało doszczętnie zniszczone przez trzy pożary. W 1892 roku, podczas rozruchów ulicznych zamordowany został Robert Ross. Jeden z domniemanych jego zabójców „Bat” Shea, został stracony w 1896 roku.
Lansingburgh dawna osada w hrabstwie Rensselaer została dołączona do miasta Troy in 1900 roku. Lansingburgh jest często nazywany „North Troy”, co oznacza północną część miasta Troy.
W przeciągu całego XIX wieku jak i początku XX wieku miasto Troy było nie tylko najprężniej rozwijającym się miastem w stanie Nowy Jork, ale jednym z bogatszych i piękniejszych miast w całym kraju, pozostawiając w cieniu nawet stolicę stanu Albany. Było to jedno z ośrodków amerykańskiego przemysłu stalowego, jak również przemysłu odzieżowego, przykładem ostatniego może być Cluett, Peabody & Company. Cluetta koszule męskie są noszone do dziś w całym kraju, mimo że firma już dawno przestała istnieć.Ludzie przybywali na zakupy z całego stanu do Frear's Department Store, jednego z największych sklepów w stanie Nowy Jork.

## Geografia
Całkowita powierzchnia miasta wynosi 28,5 km².
Troy leży przy górnym ujściu rzeki Hudson, gdzie terminal towarowy transportu rzecznego New York Barge Canal jest jednym z większych w rejonie.
Miasto jest położone w południowych granicach krainy Adirondack. Od wschodu otoczone jest wzgórzami Berkshire Hills zachodniego Massachusetts, od południa doliną rzeki Hudson, od strony zachodniej doliną rzeki Mohawk, a od północy górami Adirondack.

## Kultura
Troy jest znane jako „miasto wiktoriańskie” i jest miejscem wielu przykładów ery wiktoriańskiej. Miasto posiada znaczną kolekcję witraży Tiffanego w oryginalnym osadzeniu architektonicznym. Z ciągle nietkniętą architekturą zabudowy z drugiej połowy XIX wieku, filmowcy upodobali sobie miasto Troy jako lokację do kręcenia takich filmów jak: Chwasty, Age of Innocence, Scent of a Woman, The Bostonians, The Emperor's Club, i The Time Machine. Niestety, jak większość miast amerykańskich Troy padło ofiarą urbanizacji w latach 1970. Rozbudowa centrum biznesowego, która zniszczyła urok śródmieścia, jest jednym z wielu problemów z którymi borykają się mieszkańcy miasta. Rozwiązaniem tego problemu ma być rozbudowa tzw: „Antique District,” która znajduje się na River Street w śródmieściu miasta. Puby, kafejki, sklepy muzyczne i galerie sztuki zaczęły pojawiać się i nabrały rozmachu w ostatnich latach.
Znani ludzie urodzeni w mieście Troy to: aktorka Maureen Stapleton i pisarze Alice Fulton i Richard Selzer. Zamieszkiwali Herman Melville, Emma Willard, Russell Sage i Jane Fonda.

## Administracja
Władza wykonawcza miasta należy do burmistrza.
Władza ustawodawcza należy do Rady Miasta składającej się z 9 wybranych członków, 3 reprezentujących całość miasta i 6 reprezentujących poszczególne okręgi wyborcze, każdy z członków wybierany jest na dwuletnią kadencję.Rada Miasta zbiera się każdy pierwszy czwartek miesiąca o 19. w ratuszu miasta, w sali ratuszowej na drugim piętrze. Wszystkie zebrania są otwarte i zawierają na wstępie debatę z mieszkańcami miasta, gdzie dyskutowane są bieżące problemy mieszkańców.